# Neustädt (Gerstungen)
Neustädt ist ein landwirtschaftlich geprägter Ortsteil der Gemeinde Gerstungen im Wartburgkreis mit rund 250 Einwohnern. Er befindet sich im Werratal, an der hessisch-thüringischen Landesgrenze.

## Geographie
Naturräumlich liegt die Gemeinde Neustädt im Talgebiet der mittleren Werra. Die geographische Höhe des Ortes beträgt 207 m ü. NN.

## Geschichte
Die Ersterwähnung von Neustädt erfolgte am 29. Dezember 1316 in einer Urkunde des Eisenacher Nikolaiklosters. In der dort vermerkten Zeugenreihe wurde ein Rudegerus de Nuvestete (Rüdiger von Neustädt) aufgeführt. Weitere Ortsnennungen erfolgten 1514 Neustedt, 1533 Neustat, 1551 Neustedt, 1554 Neustadt, … erstmals 1623 in der heutigen Schreibweise Neustädt.
Nach Flurnamen und einer dazu passenden Sage befand sich der ursprüngliche Ort etwa 200 Meter entfernt in der Flur „Am alten Keller“, der ursprüngliche Ortsname ging verloren. Neustädt gehörte zum Amt Gerstungen.
Neustädt war 1658 von Hexenverfolgung betroffen. Die junge Margarethe Müller floh vor der Verhaftung, wurde in Hessen aufgegriffen, ausgeliefert und inhaftiert. Der Ausgang des Hexenprozesses ist unbekannt.
Seit dem 8. März 1994 ist Neustädt in Zusammenhang mit der Thüringer Kreisreform ein Teil der Gemeinde Gerstungen.